# Ковнати (Плонський повіт)
Ковнати (пол. Kownaty) — село в Польщі, у гміні Плонськ Плонського повіту Мазовецького воєводства.
У 1975-1998 роках село належало до Цехановського воєводства.